# Marburger Tor
Das Marburger Tor war eins der drei großen Tore der Siegener Stadtbefestigung der damals nassauischen Stadt Siegen, heute zu Nordrhein-Westfalen gehörend. Es lag am nordöstlichen Ende der Altstadt am Siegberg im Bereich der heutigen Straße Marburger Tor, die an die Marburger Straße anschließt.
Bereits 1311 erwähnt, ist es das erste genannte Tor Siegens. Gleichzeitig hatte es die größte Befestigungsanlage der drei Tortürme. Im 16. Jahrhundert wurde es zum Bollwerk ausgebaut. Ab etwa 1800 verfiel die Befestigungsanlage der Stadt zunehmend. Im Jahre 1830 wurde das Torgewölbe des Marburger Tores beseitigt, 1852 und 1889 erfolgte der endgültige Abbruch des Tores.